# Christinos
Les Christinos (en espagnol : cristinos) est le nom qui est donné en Espagne aux partisans de Marie-Christine lorsqu’elle exerça la régence après le règne de Ferdinand VII, en opposition aux carlistes, partisans de Don Carlos qui combattaient dans la première guerre carliste (1833-1839).